# Cao Ấp
Cao Ấp (chữ Hán giản thể: 高邑县, pinyin: Jǐngjìng Xiàn, âm Hán Việt: Cao Ấp huyện) là một huyện thuộc địa cấp thị Thạch Gia Trang, tỉnh, Hà Bắc, Cộng hòa Nhân dân Trung Hoa. Huyện này có diện tích 222 ki-lô-mét vuông, dân số năm 2003 là 170.000 người. Mã số bưu chính là 051330 Về mặt hành chính, quận này được chia ra 1 trấn Cao Ấp và 4 hương: Đại Doanh, Trung Hàn, Vạn Thành, Tây Phú.